# Bathse brug
De Bathse brug (eigenlijk Bathse bruggen omdat er twee bruggen zijn over twee verschillende kanalen) bij het gehucht Bath in de Nederlandse provincie Zeeland, overspant het Schelde-Rijnkanaal en ook aan weerszijden van het kanaal een weg. De brug heeft een hoofdoverspanning van 140 meter en twee zijoverspanningen (aanbruggen) van 40 meter.  Deze brug is van het type boogbrug.
De tweede Bathse brug is van het type kokerbrug en ligt 22 meter naar het westen en overspant met 180 meter het Spuikanaal Bath (ook wel Bathse Spuikanaal) en ook aan weerszijden van het kanaal een weg.
Beide bruggen samen verbinden de Bathseweg (een lokale weg).

## Kenmerken
De Bathse brug heeft een stalen boogconstructie. Opmerkelijk is dat de afmetingen van de brug niet passen bij de schaal van de Bathseweg. De brug heeft een breedte die twee keer twee rijbanen mogelijk maakt.

## Geschiedenis
De Bathse brug is gebouwd voordat de plannen voor het Schelde-Rijnkanaal gereed waren. Destijds waren er plannen voor een industrieel gebied in het Verdronken land van Zuid-Beveland ten noorden van Rilland. Het Reimerswaalplan van 1971 moest op nationaal niveau functioneren. De Bathseweg zou op lokaal niveau het industriegebied ontsluiten. Al snel werden de plannen van tafel geveegd, maar het deel van de Bathse brug over het Schelde-Rijnkanaal was al gebouwd op de toekomstige groei. Tijdens de aanleg van het Bathse Spuikanaal werd de Bathse brug verlengd met een smaller deel. Tijdens de bouw van het smallere deel is er wel rekening mee gehouden dat een brug van het hetzelfde formaat daarnaast kan worden aangelegd als het Reimerswaalplan toch nog door zou gaan.

## Trivia
Net naast de brug, in het Schelde-Rijnkanaal, worden door Rijkswaterstaat metingen gedaan in verband met de waterinfo. Gemeten wordt: waterhoogte, watertemperatuur (op twee dieptes), zoutgehalte (op twee dieptes). De gegevens zijn publiek toegankelijk.